# Kanton Saint-Rémy-sur-Durolle
Kanton Saint-Rémy-sur-Durolle (fr. Canton de Saint-Rémy-sur-Durolle) je francouzský kanton v departementu Puy-de-Dôme v regionu Auvergne. Tvoří ho osm obcí.

## Obce kantonu
- Arconsat
- Celles-sur-Durolle
- Chabreloche
- La Monnerie-le-Montel
- Palladuc
- Saint-Rémy-sur-Durolle
- Saint-Victor-Montvianeix
- Viscomtat